# Noboru Terada
Noboru Terada, född 25 november 1917, död 26 september 1986, var en japansk simmare.
Terada blev olympisk mästare på 1500 meter frisim vid sommarspelen 1936 i Berlin.